# Orús

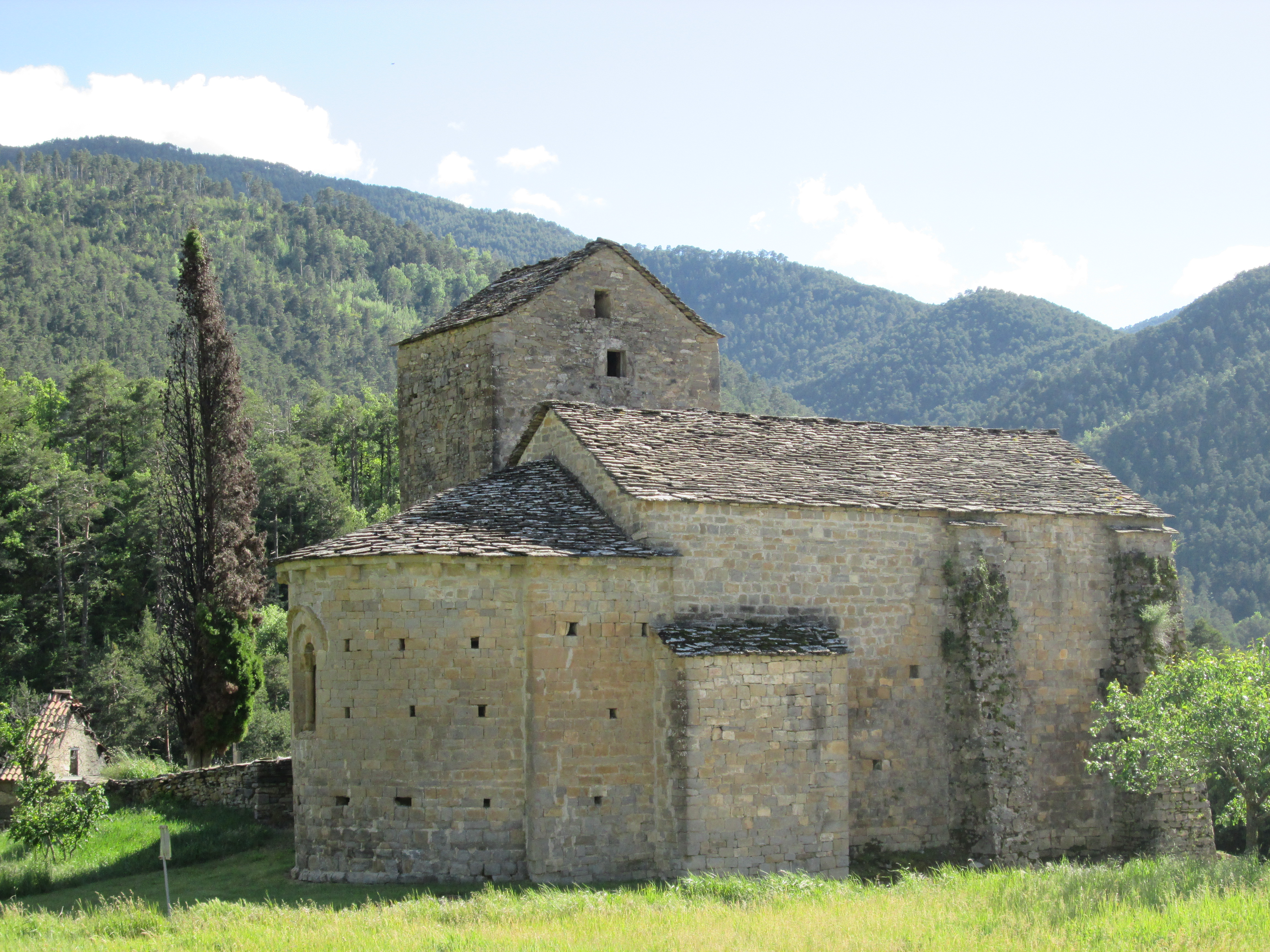
Église Saint-Jean d'Orús en 2014.

Orús est un village de la province de Huesca, situé à environ trois kilomètres à l'est-sud-est du village de Yebra de Basa, à 966 mètres d'altitude. Le village compte deux maisons, toutes deux habitées, et une église de style roman, dédiée à saint Jean-Baptiste.